# Hans Schiller (Politiker)
Hans Schiller (* 18. Juni 1905 in Hof an der Saale; † 5. April 1962 in Bozen) war ein bayerischer Politiker der KPD und sozialdemokratischer Gewerkschaftsfunktionär.

## Leben
Hans Schiller war von Beruf Fabrikarbeiter in der Textilindustrie. Ab 1923 war er Mitglied der Kommunistischen Jugend Deutschlands und ab 1926 Mitglied der KPD. 1928 wurde er zum Politischen Leiter der KPD-Ortsgruppe Hof gewählt und 1930 Organisationsleiter des KPD-Unterbezirks Hof.
Als Mitglied des Textilarbeiterverbands wurde er wegen dieser politischen Betätigung 1931 ausgeschlossen.
1932 wurde er zum Politischen Leiter des KPD-Unterbezirks Hof gewählt und 1932 zum Abgeordneten des Bayerischen Landtags.
Wegen seines politischen Widerstands gegen den Nationalsozialismus wurde er 1933 verhaftet und am 23. November 1933 vom Reichsgericht in Leipzig zu einer 13-monatigen Gefängnisstrafe verurteilt. Nach Verbüßung der Gefängnishaft wurde er in das KZ Dachau deportiert.
Nach der Befreiung 1945 war er zunächst wieder als KPD-Funktionär in Hof politisch aktiv. Ab 1947 übernahm er die Leitung der DGB-Rechtsstelle in Hof. 1948 wurde er zum Mitglied des Stadtrats in Hof gewählt. 1949 wechselte er das Parteibuch und wurde Mitglied der SPD und sodann zum Geschäftsführer des DGB-Kreisausschusses Hof ernannt.
1960 erfolgte seine Wahl zum stellvertretenden Oberbürgermeister und Fürsorgereferenten der Stadt Hof.